# 空の小屋
『空の小屋』（そらのこや）は、UAの2枚目のライブ・アルバム。2003年4月23日発売。

## 解説
- 全国ツアー「空の小屋」（15ヶ所18公演）から最終公演である渋谷公会堂での模様を収録。
- 同内容のライブDVDも同時発売。

## 収録曲

### Disc1
1. 記憶喪失
2. 泥棒
3. TORO
4. ロマンス
5. 夜の風
6. 数え足りない夜の足音
7. 男と女
8. 青い鳥はいつも不満気
9. 瞬間
10. 空耳ばかり

### Disc2
1. スカートの砂
2. ブエノスアイレス
3. ドア
4. 世界
5. ミルクティー
6. 彼方
7. 青空
8. 閃光

## リリース日一覧
| 地域 | リリース日    | レーベル          | 規格           | 規格品番     | 備考       |
| ---- | ------------- | ----------------- | -------------- | ------------ | ---------- |
| 日本 | 2003年4月23日 | SPEEDSTAR RECORDS | 12cmCDx2 + DVD | VIZL-79      | 初回限定盤 |
| 日本 | 2003年4月23日 | SPEEDSTAR RECORDS | 12cmCDx2       | VICL-61113/4 |            |
| 日本 | 2003年4月23日 | SPEEDSTAR RECORDS | DVD            | VIBL-127     |            |
| 日本 | 2005年9月22日 | SPEEDSTAR RECORDS | 12cmCDx2       | VICL-61787/8 |            |
| 日本 | 2005年9月22日 | SPEEDSTAR RECORDS | DVD            | VIBL-296     |            |
| 日本 | 2013年7月2日  | SPEEDSTAR RECORDS | 音楽配信       | -            |            |

## DVD
『空の小屋』（そらのこや）は、UAの2枚目の映像作品。
「空の小屋」ツアー最終日のライヴ映像を収めた。

### 音楽配信
- 空の小屋 - mora
- 空の小屋 - YouTube Music プレイリスト
- 空の小屋 - Spotify
- 空の小屋 - Apple Music